# Brachymeria albipes
Brachymeria albipes is een vliesvleugelig insect uit de familie bronswespen (Chalcididae). De wetenschappelijke naam is voor het eerst geldig gepubliceerd in 1905 door Kieffer.